# Parachalciope
Parachalciope là một chi bướm đêm thuộc họ Noctuidae.